# Tetramesa australiensis
Tetramesa australiensis är en stekelart som först beskrevs av Girault 1913.  Tetramesa australiensis ingår i släktet Tetramesa och familjen kragglanssteklar. Inga underarter finns listade i Catalogue of Life.